# Dick Schaar
Dick Schaar is een Nederlands (musical)acteur. Hij volgde de opleiding muziekdrama aan het Sweelinck Conservatorium in Amsterdam. Op de televisie vertolkte hij enkele gastrollen.

## Theater
- 1999-2000 Oliver! - Dokter Grimwig
- 2000-2001 42nd Street - Abner Dillon / understudy Julian Marsh
- 2001-2002 Titanic - Isidor Straus
- 2004-2005 De Jantjes - Ome Gerrit/ understudy De Mop
- 2006 Rembrandt - understudy Hendrick van Uylenburgh
- 2005-2006 Beauty and the Beast - understudy Maurice
- 2007-2008 Fame - Meneer Stein
- 2008-2009 Sunset Boulevard - Cecil B. DeMille/ understudy Max von Mayerling
- 2009 Ciske de Rat - Ensemble/ understudy Bovenmeester Maatsuyker, understudy Oom Henri
- 2010 Joseph and the Amazing Technicolor Dreamcoat - Alternate Jakob/Potifar
- 2011 1953 de musical - Leendert Geluk
- 2012 klein Duimpje de musical- Koning

## Televisie
- Gastrollen
  - Oppassen!!!
  - Goede tijden, slechte tijden
  - Baantjer
  - Flikken Maastricht
  - Van God Los (seizoen 3, afl. Dead Mans Hand)

- Commercials
  - Perla Koffie
  - Marktplaats

## Nominaties
- John Kraaijkamp Musical Award - Beste mannelijke bijrol